# Marcus Claudius Marcellus (neveu d'Auguste)
Pour les articles homonymes, voir Claudius Marcellus.

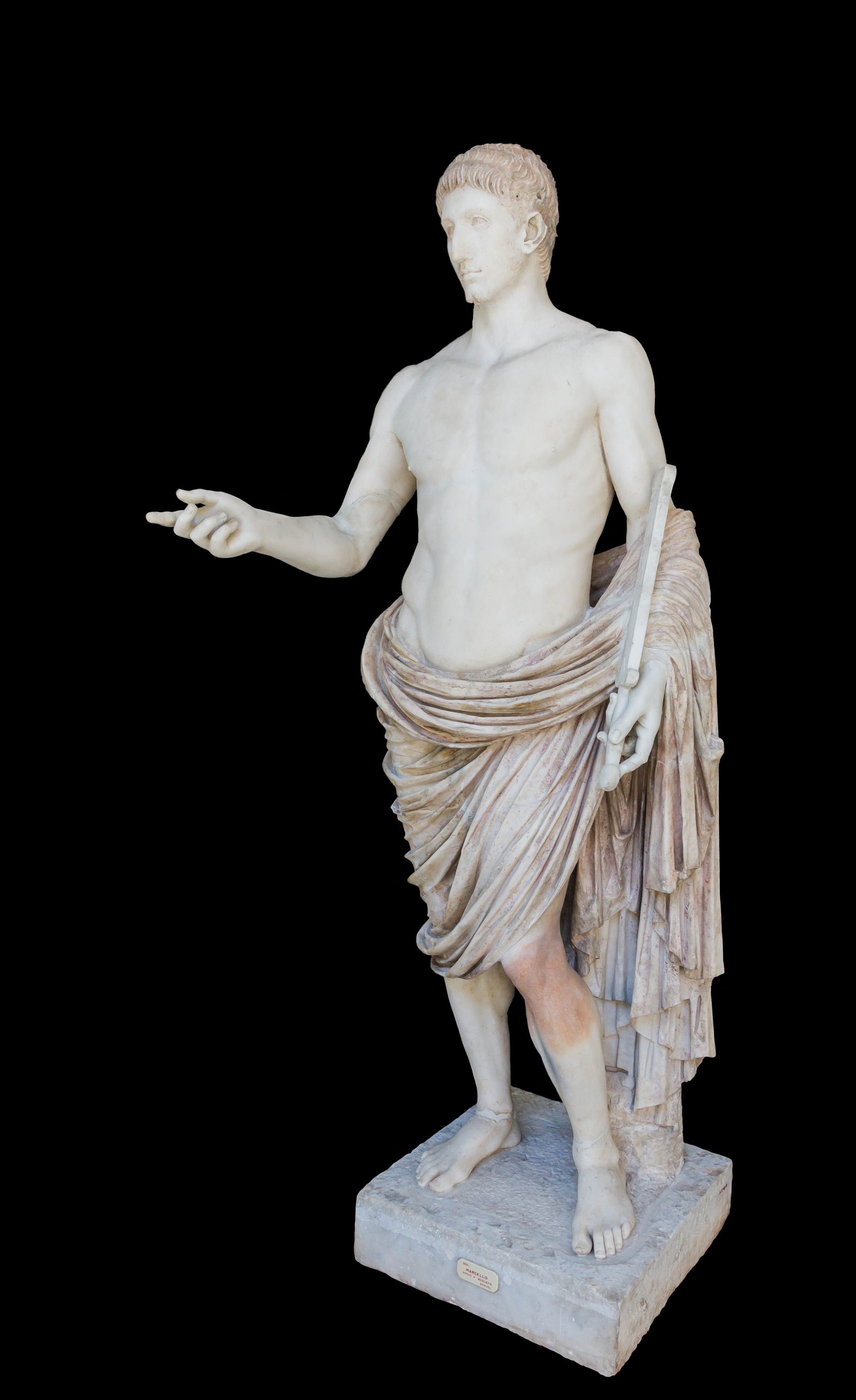
Statue de Marcellus, Musée archéologique national de Naples, Italie.

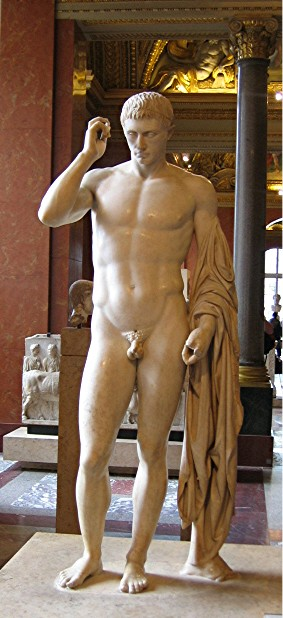
Marcellus en Hermès Logios (tombeau de Marcellus) (Musée du Louvre, Paris).

Marcus Claudius Marcellus (42 av. J.-C. - 23 av. J.-C.) ou Marcellus est un membre de la famille impériale des julio-claudiens, fils aîné d'Octavie, la sœur d'Auguste (et donc le neveu de ce dernier) et de Gaius Claudius Marcellus Minor, qui fut consul en 50 av. J.-C. Par son père, il descend de Marcus Claudius Marcellus, un fameux général de la deuxième guerre punique. Par sa mère, il est un membre de la proche parenté d'Auguste, qui le prend sous sa protection dès son plus jeune âge afin d'en faire un successeur potentiel au trône impérial. Il fut marié à la fille d'Auguste, Julia, en 25 av. J.-C., faisant de lui un prétendant sérieux face à Marcus Vipsanius Agrippa, d'ascendance plus modeste.
Il meurt prématurément de maladie à Baïes en Campanie en 23 av. J.-C. Sa mort bouleversa profondément son oncle, et changea durablement le schéma de succession à l'empire, forçant Auguste à multiplier les alliances matrimoniales autour de lui pour se donner un héritier mâle potentiel. Ses cendres furent déposées dans le Mausolée d'Auguste, inaugurant à ce titre le monument funéraire prévu pour l'empereur. On lui connaît plusieurs portraits, notamment une statue funéraire offerte en son honneur par Auguste, commandée à Cléomènes d'Athènes, Marcellus en Hermès Logios actuellement conservée au Louvre.

## Biographie

### Origines familiales
Marcellus est issu de la famille des Claudii Marcelli, une branche plébéienne de la gens Claudia. Il naît en 42 av. J.-C. et est le premier enfant du couple formé par Octavia Minor - dite Octavie, sœur d'Auguste et petite-nièce de Jules César - et Caius Claudius Marcellus Minor, consul pour l'année 50 av. J.-C. Le couple eut par la suite deux autres enfants : Claudia Marcella Major et Claudia Marcella Minor. 
Son père est un ancien fidèle de Pompée, rallié cependant à César dès 49 av. J.-C. au commencement de la guerre civile entre les deux imperatores. Il meurt en 40 av. J.-C. et sa mère, Octavie, se remarie avec le triumvir Marc-Antoine, partenaire d'Octave au sommet de l’État et dans la lutte contre les derniers pompéiens. Properce et Virgile eurent à cœur de rendre le jeune Marcellus digne du prestige de ses ancêtres et notamment du général Marcus Claudius Marcellus, consul pendant la deuxième guerre punique.

### Jeunesse et formation
Il est très tôt impliqué dans la politique familiale d'Octave, cherchant à nouer des alliances familiales au sein de l'aristocratie romaine afin de conforter sa situation. Ainsi, en 39 av. J.-C., dans le cadre du traité de Misène, qui met provisoirement fin à l'affrontement entre Sextus Pompée d'un côté, Auguste et Marc-Antoine de l'autre, Sextus Pompée fiance sa fille,  Pompeia Magna, à Marcellus, qui n'a alors que trois ans. Les hostilités reprenant peu après, le mariage ne fut jamais célébré, Pompéia Magna étant contrainte d'accompagner ses parents en Asie mineure dès 36 av. J.-C.,,. L'éducation du jeune homme est mal connue, à l'exception du fait qu'il eut pour précepteur Nestor de Tarse, de l'Académie, aux côtés de son cousin Tibère qui avait intégré la maison d'Octavie à la mort de son père Tibérius Claudius Néro en 33 av. J.-C. ; il aurait aussi suivi l'enseignement d'Athénée le Mécanicien, un philosophe péripatéticien.

### Premières apparitions publiques
Au terme de la Guerre Civile entre Octave et Marc-Antoine, en septembre 31 av. J.-C., il a alors 11 ans. Il chevauche à la droite d'Auguste et aux côtés du jeune Tibère lors des triomphes du Prince à la suite de ses victoires contre Marc-Antoine et Cléopâtre. Il participe aux jeux troyens, le Lusus Troiae, dans le Circus Maximus. Octave effectue par la suite une vaste distribution monétaire aux enfants de Rome au nom de Marcellus,,,.
Auguste, ayant très tôt la main sur l'obtention des magistratures et des prêtrises de la cité, facilita l'ascension et la carrière de son neveu, lui permettant alors tout jeune homme et avant l'âge légal d'accéder au pontificat et à l'édilité curule. Marcellus, tout comme Tibère, fait partie de l'entourage d'Auguste lors de ses campagnes en Hispanie contre les Cantabres et les Astures au cours des guerres cantabres. En 25 av. J.-C., pendant la deuxième campagne, ils sont tous deux tribuns militaires avec les pouvoirs spéciaux des édiles. Après l'expédition, Auguste fonde la colonie d'Augusta Emerita (l'actuelle Mérida en Espagne) et fait tenir des jeux publics sous le patronage des deux jeunes princes, afin de les introduire publiquement aux troupes et à la vie militaire,.

### Successeur potentiel à l'Empire
Marcellus retourne ensuite à Rome, au printemps de l'année 25 av. J.-C., et voit sa carrière personnelle accélérer. En tant que proche parent du désormais empereur, et probablement favori de celui-ci, c'est un successeur potentiel. En 25 av. J.-C., Marcellus se marie avec sa cousine, la fille d'Auguste, Julia, Marcus Vipsanius Agrippa officiant en l'absence d'Auguste. En 24 av. J.-C., il se voit doté de privilèges considérables par le Sénat de Rome, : 
- Un rang de propréteur.
- Le droit de se présenter au poste d'édile pour l'année 23 av. J.-C.
- Le droit d'être élu consul dix ans avant l'âge requis.

En 23 av. J.-C. il est donc élu édile et donne un spectacle magnifique pour célébrer cette élection ; selon Tacite, il est aussi élu membre du collège des pontifes. Il dégage aussi des crédits pour commencer la construction du théâtre qui porte toujours son nom. Il ne voit pas l'achèvement de ce projet du fait de son décès prématuré. 
Durant cette période, Auguste tombe malade et, d'après Dion Cassius, l'opinion générale est qu'Auguste choisira Marcellus comme successeur, plutôt qu'Agrippa ou Tibère. Personne ne s'attend à ce qu'Auguste ne guérisse de sa maladie. De plus il n'existe alors pas de règlement formel sur la succession au pouvoir, dans la mesure où le principat n'est jeune que de quatre ans et qu'il n'est pas écrit que cette solution politique soit définitive ou ait vocation à perdurer indéfiniment. On projette donc de choisir l'homme le plus proche sur le plan familial d'Auguste, son gendre et neveu. 
Cependant, Auguste avait aussi pressenti en son ami de toujours, Agrippa, un potentiel souverain de talent, compétent et expérimenté, comme en témoignerait le don qu'il lui aurait fait de sa chevalière personnelle. Ce don aurait contrarié fortement Marcellus, ne sachant si Agrippa avait l'intention de se substituer à lui ou si Auguste avait l'intention de faire d'Agrippa un tuteur politique et militaire pour le jeune homme avant qu'il ait acquis l'expérience pour régner et diriger des armées,,. Toujours est-il que la rumeur d'un conflit entre les deux hommes enfla à Rome, faisant se répandre la crainte d'une nouvelle guerre entre césariens en cas de mort de l'empereur. La rémission d'Auguste entre les mains de son médecin personnel Antonius Musa mit un terme à cette vague de panique. 
Face à l'éventualité d'une rechute et pour clarifier la situation, Auguste décida alors de former personnellement Marcellus à la succession de l'Empire. Agrippa quitta Rome pour apaiser le climat politique et s'occuper des provinces orientales, ainsi que pour se protéger des nombreuses attaques personnelles dont il était la cible au sein de la classe politique sénatoriale encore partiellement attachée à la République,,.

### Maladie et mort
Dans le même temps, ce fut au tour de Marcellus de tomber malade, à Baïes en Campanie. Malgré les soins du médecin d'Auguste Antonius Musa, il décède peu de temps après,.
Son corps est ramené à Rome. Il est incinéré et déposé dans le Mausolée d'Auguste sur le Champ de Mars, inaugurant ainsi la tombe familiale des julio-claudiens avant son oncle et beau-père Auguste. On soupçonna un temps Livie d'être à l'origine de sa mort, en dépit du fait que la peste faisait alors rage en Italie, prenant de nombreuses vies en plus de celle de Marcellus. Certains voyaient dans la mort du jeune homme la main de la mère d'un Tibère moins favorisé par le souverain,,. 
Il est célébré par Virgile au chant VI de l'Énéide, publiée quelques années après la mort du jeune homme. Le poète fait de lui un équivalent d’Énée, pris aux vivants par les dieux jaloux de son destin l'amenant à être un des plus grands hommes de Rome :
« Heu, miserande puer, si qua fata aspera rumpas,
tu Marcellus eris. Manibus date lilia plenis,
purpureos spargam flores, animamque nepotis
his saltem adcumulem donis, et fungar inani
munere. » - (traduction : « Hélas, malheureux enfant, si tu rompais les cruels destins ! Toi, tu seras Marcellus. Donnez à pleines mains les lis, que je répande des fleurs pourpres, et que, l'âme de mon descendant, je la comble du moins de ces dons, et m'acquitte d'un vain devoir »), Virgile, Énéide, Ch VI, V. 882-885. 
Octavie perdit connaissance à l'audition de cet éloge, et Auguste fit verser au poète une forte somme pour chacun des vers qui célébraient ce neveu regretté. Le théâtre dont il avait fait commencer la construction fut terminé par Auguste et nommé théâtre de Marcellus en son honneur. Octavie fit construire une bibliothèque en son nom au sein du portique d'Octavie, qui fut organisée et dirigée par Caius Maecenas Melissus, affranchi de Mécène,. Properce écrivit un epikedion en l'honneur de Marcellus, dans lequel il critique la ville de Baïes pour sa débauche. Il range Marcellus à l'égal de Jules César et de ses ancêtres des Claudii Marcelli de la deuxième guerre punique. 

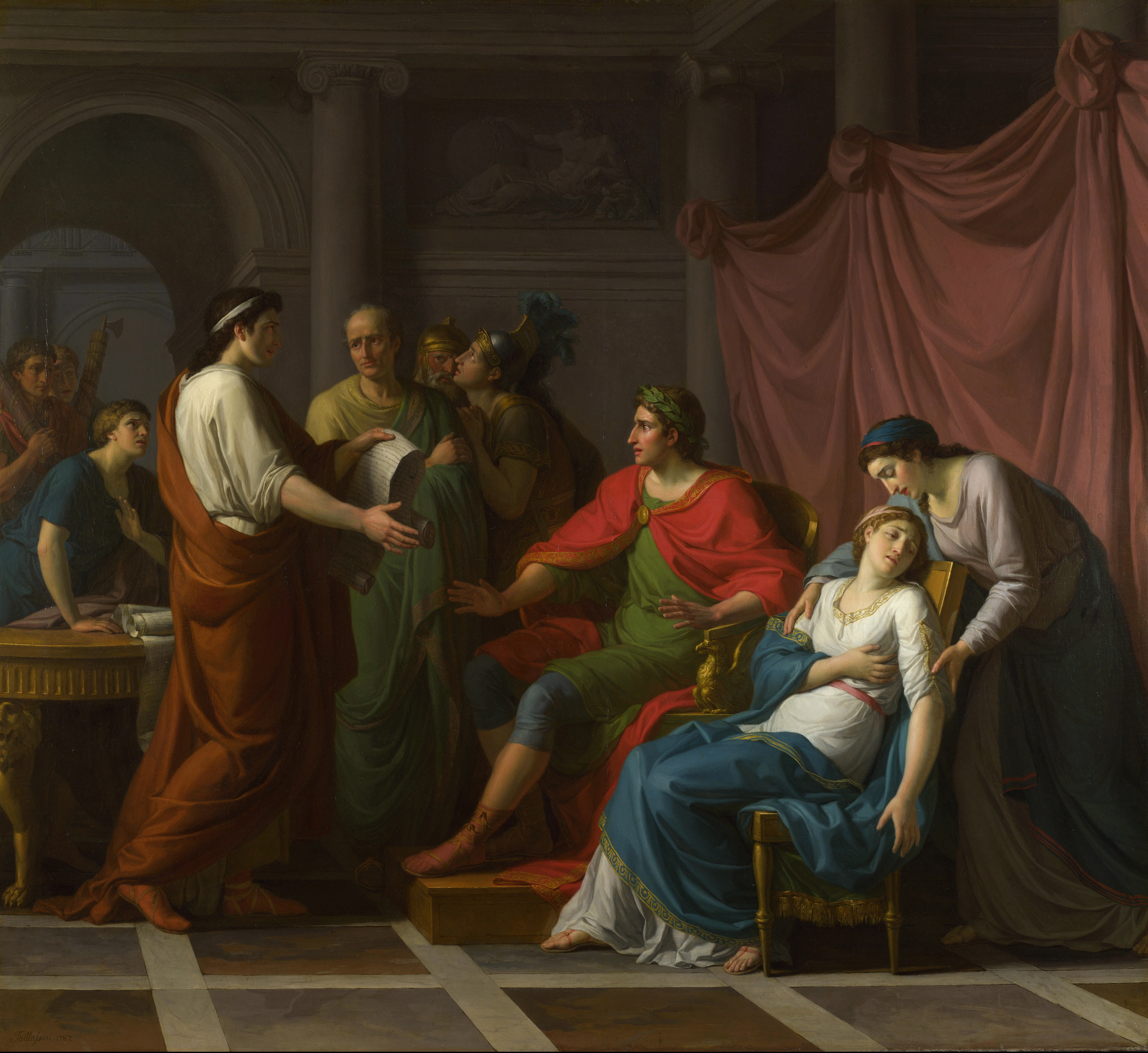
Virgile lisant lÉneide à Auguste et Octavie, Jean-Joseph Taillasson (1787).

## Postérité
Du fait de sa proximité avec l'élite gouvernante de Rome et avec les événements des débuts de l'Empire, il est dépeint ou évoqué dans plusieurs œuvres littéraires de l'époque moderne et contemporaine :
- Virgile lisant l'Éneide à Auguste et Octavie (1787), tableau de Jean-Joseph Taillasson[35].
- Moi, Claude, roman historique, qui se veut les mémoires (en fait, les pseudo-mémoires) de l'empereur romain Claude (10 av. J.-C.-54), écrit par l'écrivain britannique Robert Graves et paru en 1934[30].
- Moi Claude empereur, mini-série britannique en treize épisodes de 50 minutes, écrite par Jack Pulman, réalisée par Herbert Wise d'après les romans de Robert Graves[36].

### Sources primaires
- Dion Cassius, Histoire romaine.
- Suétone, Vie des Douze Césars, Auguste et Tibère.
- Tacite, Annales.

### Sources modernes
- (en) Richard Alston, Rome's Revolution : Death of the Republic and Birth of the Empire, New York (NY), Oxford University Press, 2015, 408 p. (ISBN 978-0-19-973976-9, lire en ligne)
- (en) Francis Cairns, Sextus Propertius : The Augustan Elegist, Cambridge University Press, 2006, 510 p. (ISBN 978-0-521-86457-2, lire en ligne)
- (en) William E. Dunstan, Ancient Rome, Rowman & Littlefield Publishers, 2010, 632 p. (ISBN 978-0-7425-6833-4)
- (en) Robert Alan Gurval, Actium and Augustus : The Politics and Emotions of Civil War, University of Michigan Press, 1998, 352 p. (ISBN 978-0-472-08489-0, lire en ligne)
- (en) Barbara Levick, Tiberius the Politician, Routledge, 2003, 336 p. (ISBN 978-1-134-60378-7, lire en ligne)
- (en) Horace Newcomb, Encyclopedia of Television, Routledge, 1997, 2200 p. (ISBN 978-1-884964-26-8)
- (en) J. S. Richardson, Augustan Rome 44 BC to AD 14 : The Restoration of the Republic and the Establishment of the Empire, Edinburgh University Press, 2012, 320 p. (ISBN 978-0-7486-1954-2)
- Southern, Patricia (2013), Augustus, Routledge,  (ISBN 9781134589562)
- Swan, Michael Peter (2004), The Augustan Succession: An Historical Commentary on Cassius Dio's Roman History, Oxford University Press,  (ISBN 0-19-516774-0)
- Syme, Ronald (1989), The Augustan Aristocracy, Clarendon Press,  (ISBN 9780198147312)
- Wood, Susan E. (2000), Imperial Women: A Study in Public Images, 40 B.c. - A.d. 68, Brill,  (ISBN 9789004119697)
- Woolf, Greg (2003), The Cambridge Illustrated History of the Roman World, Cambridge University Press,  (ISBN 9780521827751)
- Smith, William, ed. (1873), « Pompeia », Dictionary of Greek and Roman Biography and Mythology. 3. p. 473.